# Daisuke
Daisuke (in hiragana: だいすけ) è un nome proprio di persona giapponese maschile.

## Origine e diffusione
È composto da due kanji affiancati e, come per la maggioranza dei nomi giapponesi, il significato di Daisuke cambia a seconda di quelli che sono usati. Il primo (dai) può essere 大 ("largo", "grande") o 太 ("enorme", "molto grande" - è una forma superlativa del precedente), mentre il secondo (suke) può essere 輔 ("aiuto", "aiutare", "assistere", e "protettivo"), 介 ("conchiglia", ma anche "indossare un'armatura"), 昌 ("luce solare"), 祐 ("intervento divino", "protezione"), 助 ("aiutare", "assistere") o infine 亮 ("brillante", "luminoso", "luce"). I kanji di suke si ritrovano anche nei nomi Ryōsuke e Sasuke.

## Onomastico
Il nome è adespota, non essendo portato da alcun santo, quindi l'onomastico ricade il 1º novembre, giorno di Ognissanti.

## Persone

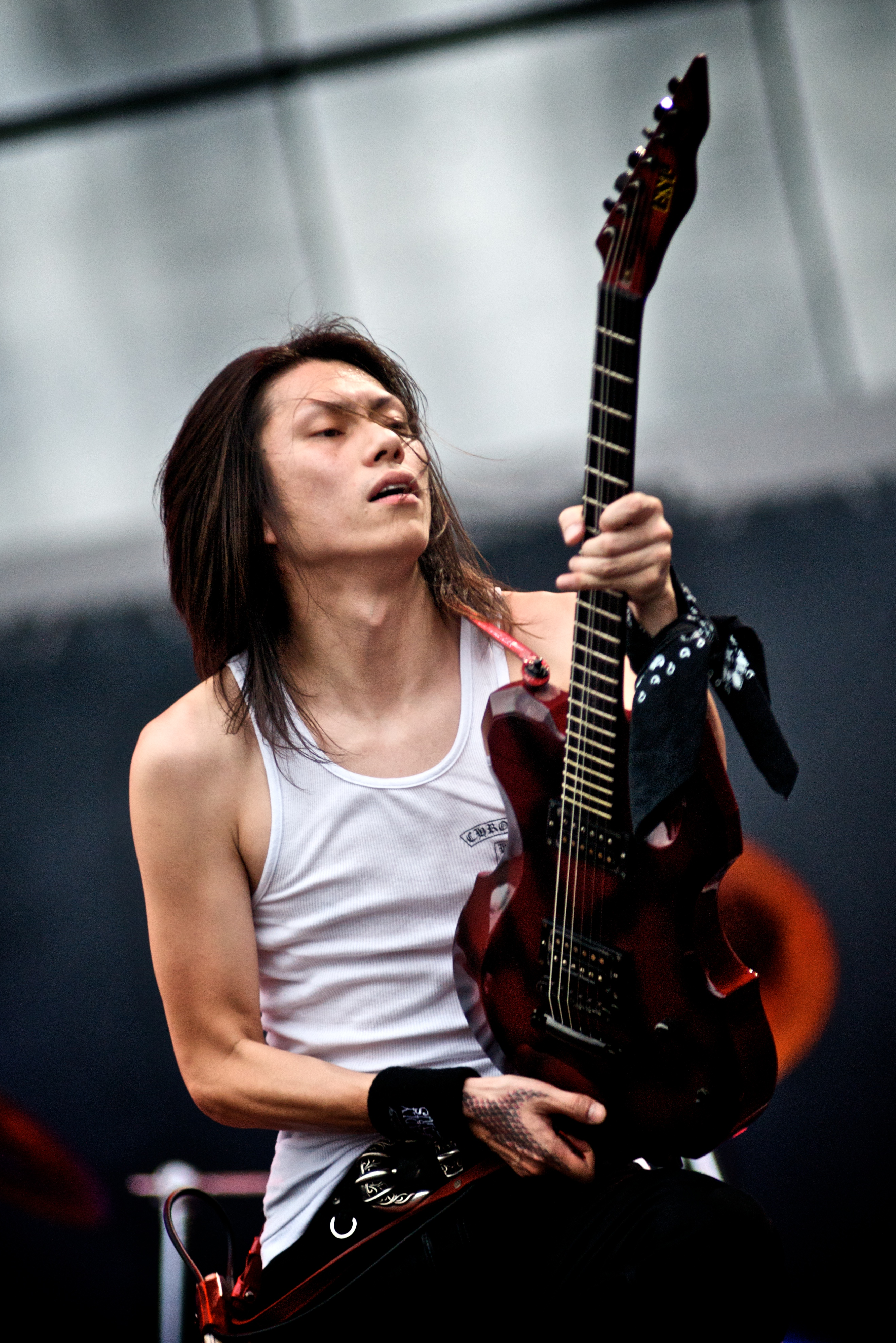
Daisuke Andou

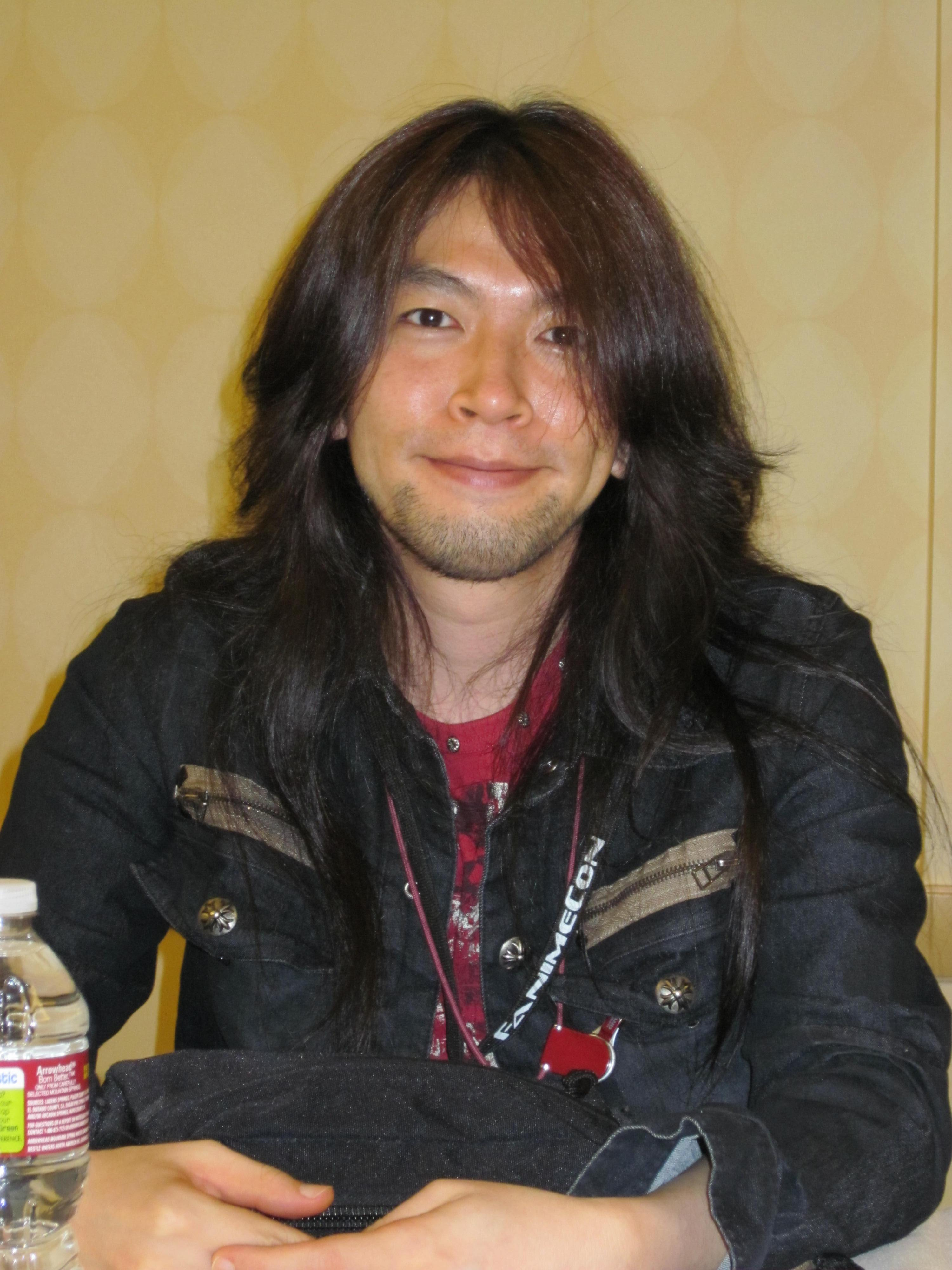
Daisuke Ishiwatari

- Daisuke Andou, chitarrista giapponese
- Daisuke Asakura, musicista, compositore, produttore discografico e cantante giapponese
- Daisuke Gōri, doppiatore giapponese
- Daisuke Ichikawa, calciatore giapponese
- Daisuke Ishiwatari, programmatore, illustratore, compositore doppiatore giapponese
- Daisuke Kishio, doppiatore giapponese
- Daisuke Matsui, calciatore giapponese
- Daisuke Matsuoka, doppiatore giapponese
- Daisuke Moriyama, fumettista giapponese
- Daisuke Namikawa, doppiatore giapponese
- Daisuke Nasu, calciatore giapponese
- Daisuke Ohata, rugbista a 15 giapponese
- Daisuke Oku, calciatore giapponese
- Daisuke Ono, doppiatore giapponese
- Daisuke Sakaguchi, doppiatore giapponese
- Daisuke Sakata, calciatore giapponese
- Daisuke Satō, scrittore e sceneggiatore giapponese
- Daisuke Sekimoto, wrestler giapponese
- Daisuke Suzuki, calciatore giapponese
- Daisuke Takahashi, pattinatore artistico su ghiaccio giapponese
- Daisuke Takahashi, calciatore giapponese
- Daisuke Tomita, calciatore giapponese
- Daisuke Ueda, modello giapponese
- Daisuke Yamanouchi, regista, sceneggiatore e produttore cinematografico giapponese

## Il nome nelle arti
- Daisuke Jigen è un personaggio della serie manga e anime Lupin III.
- Daisuke Umon è il nome terrestre giapponese di Duke Fleed ("Actarus" in Italia), protagonista della serie manga e anime UFO Robot Goldrake.